# Garden City (Georgia)
Garden City is een plaats (city) in de Amerikaanse staat Georgia, en valt bestuurlijk gezien onder Chatham County.

## Demografie
Bij de volkstelling in 2000 werd het aantal inwoners vastgesteld op 11.289.
In 2006 is het aantal inwoners door het United States Census Bureau geschat op 9477, een daling van 1812 (-16,1%).

## Geografie
Volgens het United States Census Bureau beslaat de plaats een oppervlakte van
37,8 km², geheel bestaande uit land. Garden City ligt op ongeveer 5 m boven zeeniveau.

## Plaatsen in de nabije omgeving
De onderstaande figuur toont nabijgelegen plaatsen in een straal van 16 km rond Garden City.